# HMS
HMS (ili H.M.S.) je engleski akronim od His/Her Majesty's Ship što znači brod Njegovog/Njenog veličanstva (skraćeno BNJV ili b.NJ.v.). Koristi se kao brodski prefiks u mornaricama nekih monarhija, a naročito je vezan na engleske brodove i ostale brodove Komonvelta. Upotrebljava se i za podmornice (onda S označava Submarine). Nekada se koristio i akronim HBMS za His/Her Britannic Majesty's Ship (brod Njegovog/Njenog britanskog veličanstva).
Ekvivalent je nekadašnjoj nemačkoj skraćenici SMS (ili S.M.S.) za brodski prefiks Seiner Majestät Schiff (brod Njegovog veličanstva) koji se koristio u Pruskom kraljevstvu i Nemačkom carstvu.

## Nazivi u državama Komonvelta

### Trenutni
- Kanada: HMCS – His/Her Majesty's Canadian Ship (francuski: NCSM – Navire canadien de Sa Majesté)
- Australija:  –
- Novi Zeland: –
- Bahami:  –
- Barbados:  –
- Papua Nova Gvineja:  –
- Jamajka:   –
- Tuvalu:  –

### Bivši
- Kolonijski:  –
- Australija:  –
- Britanska Indija:  –
- Burma:  –
- Južna Afrika:  –
- Britanski Cejlon:  –
- Kvinslend (pre federacije Australije):  –
- Viktorija (pre federacije Australije):  –
- Dominion Pakistan (od stvaranja 1947. dok Pakistan nije postao republika 1956):  –